# Death Row (musikalbum)
Death Row är den tyska hårdrocksgruppen Accepts tionde studioalbum, utgivet 1994. Inspelning av albumet skedde i Roxx Studios i Pulheim. Officiellt var Stefan Kaufmann fortfarande trummis i Accept, men på låtarna "Bad Habits Die Hard" och "Prejudice" är Stefan Schwarzmann batterist.

## Låtförteckning
1. "Death Row" – 5:17
2. "Sodom & Gomorra" – 6:28
3. "The Beast Inside" – 5:57
4. "Dead on!" – 4:52
5. "Guns 'R' Us" – 4:40
6. "Like a Loaded Gun" – 4:18
7. "What Else" – 4:38
8. "Stone Evil" – 5:22
9. "Bad Habits Die Hard" – 4:41
10. "Prejudice" – 4:14
11. "Bad Religion" – 4:26
12. "Generation Clash II" – 5:04
13. "Writing on the Wall" – 4:25
14. "Drifting Apart" (listed as "Drifting Away" on some editions) – 3:02
15. "Pomp and Circumstance" – 3:44

## Medlemmar
- Udo Dirkschneider - sång
- Wolf Hoffmann - gitarr
- Peter Baltes - elbas
- Stefan Kaufmann - trummor